# HD 81451
HD 81451 – gwiazda położona w gwiazdozbiorze Żagla w odległości ok. 168 parseków od Ziemi. Jest białym podolbrzymem i należy do typu widmowego F.